# Junonia hierta
Espèce
Statut de conservation UICN

 LC  : Préoccupation mineure

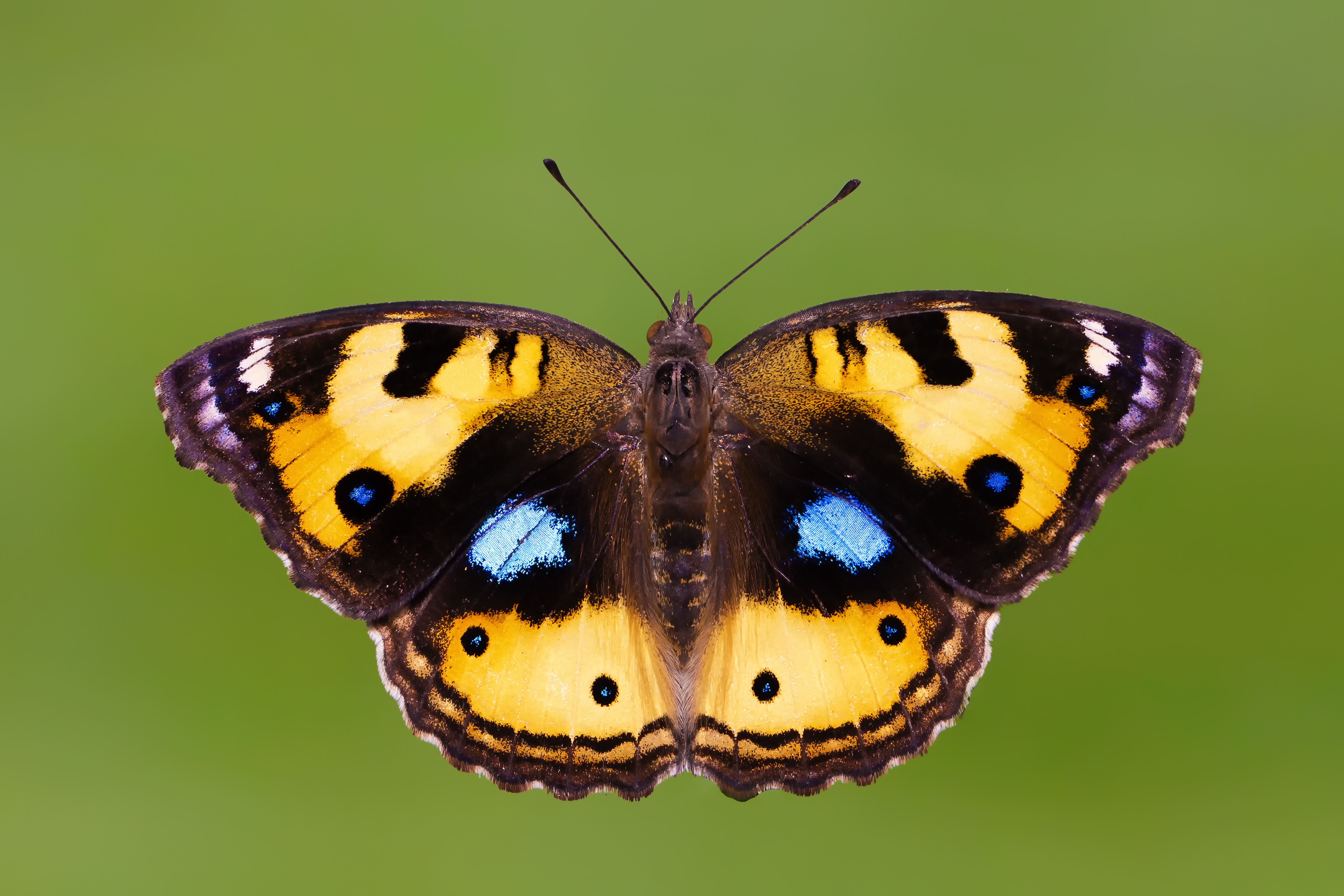
Junonia hierta

Junonia hierta est une espèce d'insecte lépidoptère de la famille des Nymphalidae.

## Description

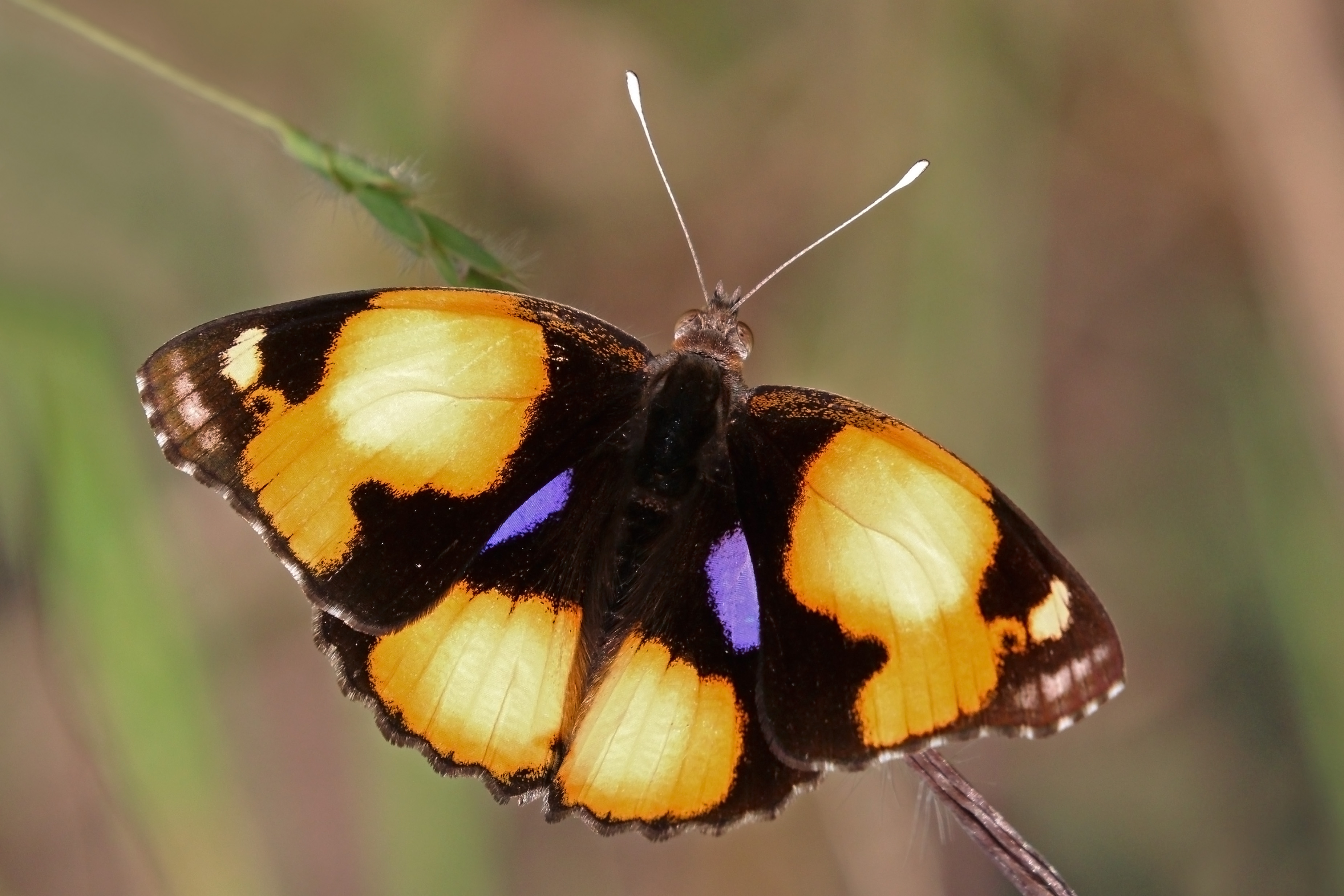
Junonia hierta cebrene ♂
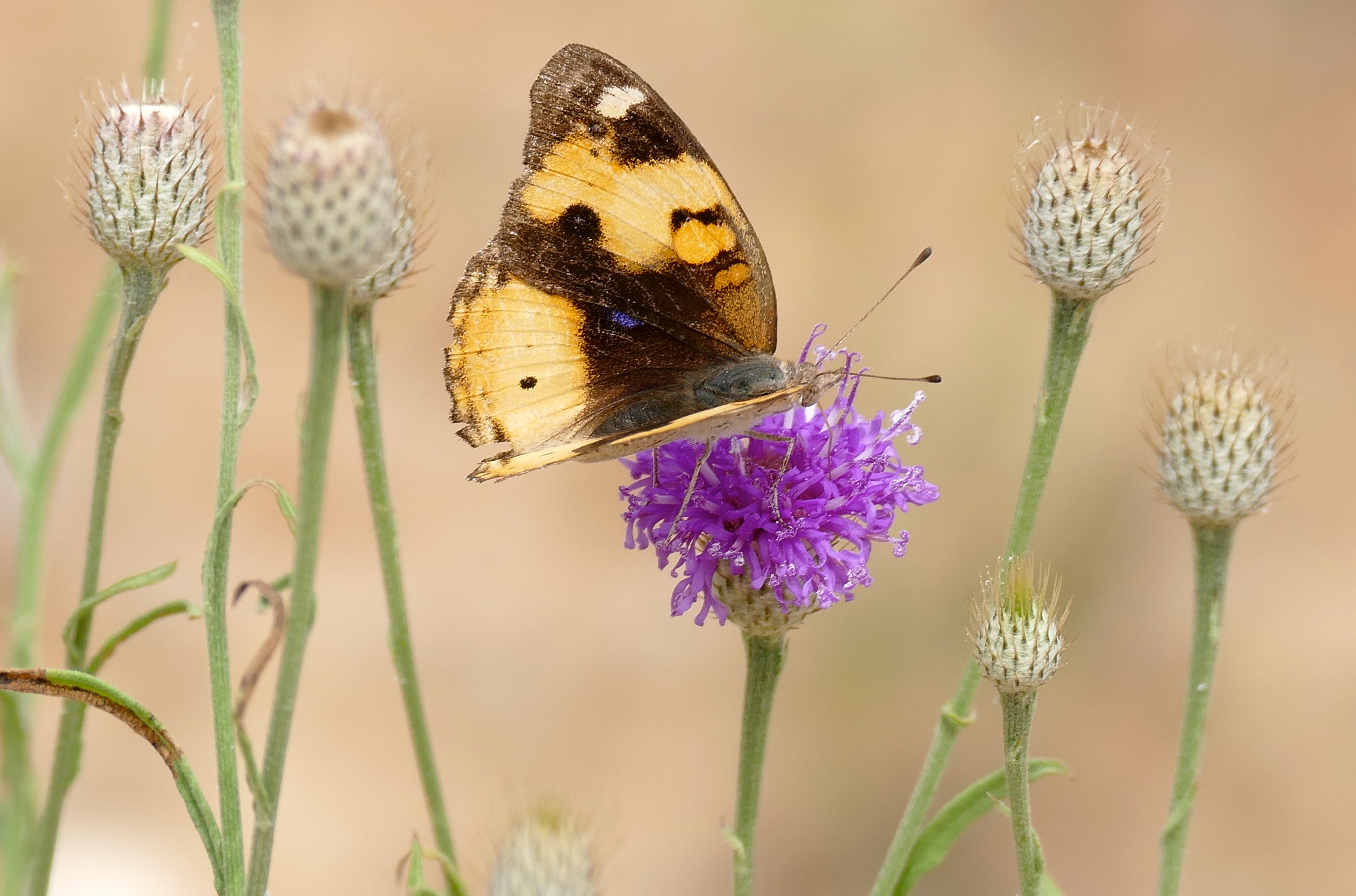
Junonia hierta cebrene ♀

## Taxinomie
Liste des sous-espèces
- Junonia hierta hierta dans le sud de la Chine.
- Junonia hierta cebrene Trimen, 1870 ; en Afrique et en Arabie.
- Junonia hierta paris Trimen, 1887 ; à Madagascar.

## Répartition
- Afrique et Asie du Sud-Est.

## Philatélie
Ce papillon figure sur des émissions du Laos de 1965 (valeur faciale : 25 k), du Sultanat d'Oman de 1999 et de l'Arabie saoudite de 2007.